# Kawaii*
kawaii*(가와이이*, カワイイ*)는, 일본의 포르노 제작사이다.

## 개요
2006년 11월에 설립되었다, 아웃비전 그룹(2009년 11월 1일, 주식회사 호쿠토(北都)에서 상호 변경. 2016년에 주식회사 ABC(현사명·주식회사 WILL)로 흡수 병합돼 해산)의 포르노 제작사이다.
캐치프레이즈는 「귀여운 섹chu!」. 종래의 어덜트 비디오에서는 보이지 않는 귀여운 의상이나 촬영 장소를 고집하고, 패키지 디자인도, 패션 잡지의 그라비아를 연상시키는, 한 번 봐서는 어덜트 비디오라고는 알지 못할 수 있는 것이 많다. 패키지 표기는 어미에 애스터리스크가 붙는 『kawaii*』 표기이나, EC 사이트 등에서는 『kawaii』 표기의 경우도 있다.
공식 사이트에서는 출연 여배우를 「걸즈(ガールズ)」라고 부른다. 현재까지 120명 이상이 전속 AV 데뷔하고 있으나 장기 재적자는 매우 적고, 개인 베스트를 포함해도 10작 이상 출연하고 있는 것은, 7명(사쿠라 유라(さくらゆら)·요코야마 미유키(横山美雪)·오나 모에(緒奈もえ)·마오♪(真央♪)·오하시 미쿠·오이치 미오(音市美音)·오노우에 와카바(尾上若葉))뿐이다. 졸업 후는 타 제작사에서 전속(요코야마 미유키·오하시 미쿠 등)이나 기카탄(キカタン, 제작사와 전속 계약하고 있지 않은 배우)(스노하라 미키(春原未来)·오노우에 와카바 등)으로 활약하는 패턴이 많다.
AV 그랑프리 2008에서, 고사카 유리(香坂百合), 오하시 미쿠가 출연한 『kawaii* special 기자카와유스!(kawaii* special ギザカワユス!)』가 최우수 작품상으로 선정됐다.
2014년 7월에서 2015년 3월까지, 사쿠라 유라, 스즈카와 아야네(涼川絢音)(2015년 1월 졸업), 아오야마 미쿠(青山未来)의 유닛 「Asterisk*」가 결성됐다.
2022년 8월에는 『어른거리는 아내의 존재가 싹 날아갈 정도로 한밤중에 맹렬하게 넣어 미쳤다…(チラつく妻の存在が吹き飛ぶほど一晩中モウレツにハメ狂った…)』 시리즈가, 「레이와의 철판(철판이 강한 것에서 확실함, 틀림없음, 무조건 성공함의 뜻으로 쓰임) 시리즈(令和のテッパンシリーズ)」로 주간 플레이보이에서 지면 특집으로 되었다. 2023년 6월에는 역NTR 작품인 『여자친구의 친구가 들키면 절체절명인 상황에서 체내 사정을 조르는 속삭임 유혹(彼女の親友がバレたら絶体絶命な状況で中出しおねだりささやき誘惑)』이 새로운 철판 시리즈로 같은 잡지에 특집으로 되었다.
2023년 8월, 상반기에 제작사 내에서 가장 많이 팔린 작품으로 4월 발매한 『초신인급 사상 최연소의 섹스 3관왕 히비키 렌(響蓮) 21세 AV 데뷔(超新人級 史上最年少のセックス3冠王 響蓮21歳 AVデビュー)』가 올랐다. 판매 사이트 FANZA에서의 즐겨찾기 수가 5万에 달하는 기세로 되었다. 광고 담당자는 촬영 단계에서 팔릴 것이라고 생각했다고 한다.

### 콜라보레이션
- 「기라카와☆E 학원(キラカワ☆E学園)」 시리즈(2012년 7월-10월, kira☆kira·E-BODY·Rookie)
- 「기라카와이이 마독커즈(キラカワイイマドッカーズ)」 시리즈(2013년 10월, E-BODY·kira☆kira·Madonna·ATTACKERS, Rookie)
- 아마츠카 모에(2015년 10월, S1)
- kawaii* 10주년(2016년 12월, S1·ATTACKERS)

## 주요 시리즈
| 시리즈                        | 작품수 | 스타트작                                                | 최신작 |
| ----------------------------- | ------ | ------------------------------------------------------- | --- |
| kawaii* 데뷔(kawaii*デビュー) | 23     | 세루룬룬(せるルンルン) 오구리 안나(小栗杏菜) 2007년 5월 | 부활♪ kawaii* 데뷔→ 인사 대신 4번 엣칫치!(復活♪kawaii*デビュ→挨拶代わりの4回エッチッチ!) 소노자키 안리(園咲杏里) 2012년 11월                                                          |
| 신인 데뷔(新人デビュー)       | 78     | masaki♥ 01 히메노 마사키♥(姫野まさき♥) 2006년 11월      | kawaii*×E-BODY2 제작사 전속 동시 데뷔→ Cute야? Body야? 어느 쪽이 좋아?(kawaii*×E-BODY2メーカー専属同時デビュ→Cuteなの?Bodyなの?どっちが好きなの?) 마키하라 마나(槇原愛菜) 2013년 11월 |

| 과거                                 | 과거    | 과거                                                                | 과거                                                                                              |
| 시리즈                               | 작품 수 | 스타트작                                                            | 최신작                                                                                            |
| ------------------------------------ | ------- | ------------------------------------------------------------------- | ------------------------------------------------------------------------------------------------- |
| 첫, 숏컷♥(初めての、ショートカット♥) | 16      | 아유카와 나오(鮎川なお) 2008년 10월                                 | 데 실금 오줌 누기(で失禁お漏らし) 모리카와 마우(森川真羽) 2012년 6월                              |
| LOVE♥도퓽!!(LOVE♥ドッピュン!!)       | 26      | 마코토(真琴) 2007년 7월                                             | LOVE 도퓽!! 메가 얼굴 사정 스페셜!(LOVEドッピュン!!メガ顔射スペシャル!) 히토미 마도카 2012년 12월 |
| 14400초 줄게(14400秒あげる)          | 11      | 히로미의 14400초 줄게(ひろ美の14400秒あげる) 사토 히로미 2007년 6월 | 10 코스프레와 14400초 줄게(10コスプレと14400秒あげる) 히토미 마도카 2012년 10월                   |
| 학교에서 섹chu♥(学校でセックchu♥)    | 36      | 학교에서 엣칫치♥(学校でエッチッチ♥) 오하시 미쿠◆ 2007년 6월         | 전~부, 학교에서 섹chu♥(총집편)(ぜ〜んぶ、学校でセックchu♥（総集編）) 2011년 6월                   |
| kawaii*girl                          | 35      | 01 히메사키 리리아(姫咲りりあ) 2006년 11월                          | BEST 4시간 3(총집편)(BEST4時間3（総集編）) 2009년 10월                                            |

## 주요 Kawaii* 걸즈
※kawaii* 데뷔(이적·객연(전속이 아니라 임시로 출연하는 것))은 생략, 「専属(전속)」 표기 존재, 또는 전속 상태의 여배우를 정리한다.

### 현재 전속
| 걸즈명                                        | 작품 수 | 작품 수   | 작품 수     | 데뷔작 | 최신작 | 비고                                                                           |
| 걸즈명                                        | 단독    | 공동 출연 | 개인 베스트 | 데뷔작 | 최신작 | 비고                                                                           |
| --------------------------------------------- | ------- | --------- | ----------- | --- | ------ | ------------------------------------------------------------------------------ |
| 사쿠라 모코(桜もこ)                           |         |           |             | 전격 이적 kawaii* 전속 데뷔→ 소토칸다의 인기 No.1 아이돌 사쿠라 모코 에로스 각성 3 본격 방송(電撃移籍 kawaii*専属デビュ→ 外神田の人気No.1アイドル 桜もこエロス覚醒3本番) 2018년 2월                                                                                 |        | 2023년 3월에 혼나카(本中)로 이적.                                              |
| 이토 마유키(伊藤舞雪)                         |         |           |             | 대형 신인! W 54cm 압도적 잘록함과 기적의 천연 F컵 이토 마유키 kawaii* 전속 데뷔→(大型新人!W54cm圧倒的くびれと奇跡の天然Fカップ 伊藤舞雪 kawaii*専属デビュ→) 2018년 3월                                                                                              |        |                                                                                |
| 미나가와 유나(皆川ゆうな)                     |         |           |             | 벗으면 흰 피부 슬렌더 Ecup! 한국 정말 좋아하는 요즘 여자 대학생 미나가와 유나 20세 점점 야하게 되는 AV 데뷔작!!(脱いだら白肌スレンダーEcup！ 韓国大好きなイマドキ女子大生 皆川ゆうな20歳 右肩上がりにエロくなるAVデビュー作！！) 2020년 2월                         |        | 2020년 7월에 기획 단독 전향                                                    |
| 아마네 유이(天音ゆい)                         |         |           |             | 신인! kawaii* 전속 데뷔→ 아마네 유이 18세 신시대 아이돌 탄생(新人！kawaii*専属デビュ→天音ゆい18歳 新時代アイドル誕生) 2020년 8월 |        | 2020년 10월에 기획 단독 전향. 2022년에 kawaii* 전속 복귀. 2023년 5월 2일 은퇴. |
| 히나타 나쓰(日向なつ)                         |         |           |             | 이 아이, 이렇게 보여도 매우 야합니다. 어른스럽지만 성욕 강한 엣치를 너무 좋아하는 소녀 히나타 나쓰 AV 데뷔(この子、こう見えてドエロです。おとなしいけど性欲強め エッチが好き過ぎる少女 日向なつAVデビュー) 2021년 6월                                               |        |                                                                                |
| 시타라 유히(設楽ゆうひ)                       |         |           |             | 엄청 낯가림쟁이이지만, 실은 화려한 AV 세계를 동경하고 있던 미소녀 "구리미야 후타바" AV 데뷔(すっごい人見知りだけど、実は華やかなAVの世界に憧れていた美少女“栗宮ふたば”AVデビュー) 2021년 12월                                                                       |        | 2023년 3월 7일부터 현 예명                                                     |
| 센고쿠 모나카(千石もなか)                     |         |           |             | 지하 아이돌에서 섹시 아이돌로 변신! 엣치를 정말 좋아하는 스타 후보생 센고쿠 모나카 kawaii* 전속 데뷔(地下アイドルからセクシーアイドルへ転身！エッチ大好きスター候補生 千石もなか kawaii*専属デビュー) 2022년 7월                                                    |        |                                                                                |
| 이치카와 리쿠(市川りく)                       |         |           |             | 오키나와 출신 전 아이돌 이치카와 리쿠 20세 AV 데뷔 겉과 속이 없는 성격은 남쪽 나라의 활기의 인증 '저, 거짓말은 하지 않아요!'(沖縄出身元アイドル 市川りく20才AVデビュー 裏表のない性格は南国の元気印「私、ウソはつきません！」) 2022년 7월                           |        |                                                                                |
| 아다치 유라(安達ゆら)                         |         |           |             | 삽입하는 순간이 좋아… 하지만 역대 남편이 너무 조루여서 간 적이 없는 엷은 갈색 피부의 Ecup 미소녀가 체내 사정을 체험하고 싶어서 AV 데뷔!(挿入する瞬間が好き…でも歴代彼氏が早漏すぎてイッたことない小麦肌のEcup美少女がナカイキを体験したくてAVデビュー！) 2022년 8월 |        |                                                                                |
| 미시로 루루(美城るる)                         |         |           |             | 얼굴도 몸도 성격도 감도도 전부 100점! 이상의 신인 미시로 루루 AV Debut(顔もカラダも性格も感度も全部100点! 理想の新人 美城るるAV Debut) 2022년 9월 |        |                                                                                |
| 니시모토 메이사(西元めいさ)                   |         |           |             | |        | 2023년 11월 7일부터 SOD 크리에이트(SODクリエイト)에서 전속 이적                |
| 마쓰오카 미오 보관됨 2024-05-11 - 웨이백 머신 |         |           |             | 신인! kawaii* 데뷔 마쓰오카 미오 내가 바라는, 어둡고 음습한 세계.(新人！kawaii*デビュー松岡美桜 わたしが望む、暗くて陰湿なセカイ。) 2023년 11월 |        |                                                                                |

### 과거
| 2011년 이전                  | 2011년 이전 | 2011년 이전 | 2011년 이전 | 2011년 이전 | 2011년 이전 |
| 걸즈명                       | 작품 수     | 작품 수     | 작품 수     | 데뷔작 | 최신작 |
| 걸즈명                       | 단독        | 공동 출연   | 개인 베스트 | 데뷔작 | 최신작 |
| ---------------------------- | ----------- | ----------- | ----------- | --- | --- |
| 히메노 마사키♥(姫野まさき♥)  | 5           |             |             | masaki♥ 01 2006년 11월 | masaki♥ 05 2007년 4월 |
| 마오♪(真央♪)                 | 10          | 1           | 2           | mao♪ 01 2006년 12월 | 真央COMPLETE BEST 2011년 5월 |
| 고쿠쇼 미사키(国生みさき)    | 1           |             |             | kawaii*girl 04 2007년 2월 | kawaii*girl 04 2007년 2월 |
| 사와이 유나(澤井由奈)        | 4           |             |             | yuna 01 2007년 3월 | yuna 04 2007년 7월 |
| 오하시 미쿠♦                 | 9           | 1           | 1           | 데뷔야♥(デビューだょん♥) 2007년 4월                                                                                              | kawaii* 5주년 특별 기획 오하시 미쿠 팬 감사제&숏컷 부활 SP(kawaii*5周年特別企画 大橋未久ファン感謝祭＆ショートカット復活SP) 2011년 11월                |
| 시나가와 안나(品川杏奈)      | 3           |             |             | anna 01 2007년 5월 | anna 03 2007년 7월 |
| 마코토(真琴)                 | 3           |             |             | 홋카이도에서 왔습니다. 마코토입니다.(北海道から来ました。真琴です。) 2007년 6월                                                  | 3P!!! 2007년 8월 |
| 히지리(聖)                   | 5           |             |             | 신인 히지리☆데뷔!(新入聖☆デビュー!) 2007년 7월                                                                                   | 학교에서 섹chu♥(学校でセックchu♥) 2007년 11월 |
| 와카나 히카루(若菜ひかる)    | 6           | 1           |             | 첫 셀인데!(初セルだっちゃ!) 2008년 8월                                                                                           | kawaii* special 더블 가슴 와카나 히카루 마오♪(kawaii* special ダブルオッパイ 若菜ひかる 真央♪) 2008년 1월                                              |
| 쓰바키히메(椿姫)             | 2           |             |             | 미유~ 새해 첫 성교♪(美にゅ〜姫はじめ♪) 2007년 8월                                                                                | 3P 새해 첫 성교♪(3P姫はじめ♪) 2007년 9월 |
| 다카시마 란(高島蘭)          | 1           |             |             | kawaii*girl 12 2007년 9월 | kawaii*girl 12 2007년 9월 |
| 나쓰카와 마유리(夏川まゆり)  | 8           |             | 1           | 나쓰카와 마유리 데뷔→야!(夏川まゆりデビュ→だょん!) 2007년 10월                                                                   | 나쓰카와 마유리·4시간 스페셜(夏川まゆり・4時間スペシャル) 2008년 11월                                                                                  |
| MARIMO                       | 3           |             |             | MARIMO 데뷔→입니다!(MARIMOデビュ→でちゅ!) 2007년 10월                                                                            | 특농 녹는 섹chu!(特濃とろけるセックchu!) 2007년 12월                                                                                                   |
| 아이하라 쓰바사(愛原つばさ)  | 3           |             |             | kawaii* 학원 입학! 쓰바사 데뷔!(kawaii*学園入学!つばさデビュー!) 2007년 11월                                                     | 3P!!! 2008년 1월 |
| 아야세 에리카(綾瀬エリカ)    | 3           |             |             | G컵 출렁녀 데뷔!!(Gカップぷるるん娘デビュー!!) 2007년 12월                                                                       | 가슴이 가득♥(おっパイがいっパイ♥) 2008년 2월 |
| 모리 미사키(森美咲)          | 7           | 1           | 1           | kawaii* 신인 데뷔→ 귀여움과 예쁨의 사이♥(kawaii*新人デビュ→可愛いと綺麗のあいだ♥) 2008년 1월                                     | 모리 미사키·8시간 스페셜(森美咲・8時間スペシャル) 2009년 4월                                                                                           |
| 미즈키 이오리(みづき伊織)    | 4           |             |             | 신인! kawaii* 전속 데뷔→ 발랄 미소녀☆이오리(新人!kawaii*専属デビュ→ハツラツ美少女☆伊織) 2008년 2월                               | 학교에서 섹chu♥(学校でセックchu♥) 2008년 5월 |
| 후와리(ふわり)               | 4           | 2           |             | 신인! kawaii* 전속 데뷔→ 149센티미터♥(新人!kawaii*専属デビュ→149センチめんたる♥) 2008년 3월                                      | 아이돌 병동 kawaii* 클리닉♥(アイドル病棟kawaii*クリニック♥) 2009년 8월                                                                                 |
| 미즈타마 레몬(水玉レモン)    | 3           |             |             | kawaii* 신인 데뷔→ 천연 보케돌 탄생!(kawaii*新人デビュ→天然ボケドル誕生!) 2008년 4월                                             | 학교에서 섹chu♥(学校でセックchu♥) 2008년 6월 |
| 하라 아키나(原明奈)          | 2           | 3           |             | 신인! kawaii* 전속 데뷔→ 매우 민감 앗키나♪(新人!kawaii*専属デビュ→めっちゃ敏感アッキーナ♪) 2008년 5월                            | kawaii*special 기자카와유스 DX!(kawaii*special ギザカワユスDX!) 2009년 2월                                                                             |
| 유키무라 나나미(雪村ななみ)  | 3           |             |             | 신인! kawaii* 전속 데뷔→ 나나미, 순백입니다.(新人!kawaii*専属デビュ→ななみ、純白です。) 2008년 6월                               | 학교에서 섹chu♥(学校でセックchu♥) 2008년 6월 |
| 쓰키노 리사                  | 2           |             |             | kawaii* 신인 데뷔→ 반짝반짝★귀여워♥(kawaii*新人デビュ→キラキラ★カワイイ♥) 2008년 7월                                             | 형님의 여친은 여고생(兄貴の彼女は女子高生) 2010년 3월                                                                                                  |
| 요코야마 미유키(横山美雪)    | 18          | 3           | 2           | 신인! kawaii* 전속 데뷔→ 스타 발굴☆엄청난 미소녀♪(新人!kawaii*専属デビュ→スタア発掘☆ものすごい美少女♪) 2008년 8월                | 이상, 요코야마 미유키였습니다! 8시간 스페셜(以上、横山美雪でした! 8時間スペシャル) 2010년 10월                                                         |
| 아오키 하루(青木春)          | 1           |             |             | kawaii*girl 23 2008년 9월 | kawaii*girl 23 2008년 9월 |
| 아리(亜梨)                   | 2           | 1           |             | 신인! kawaii* 전속 데뷔→ 키는 145cm, 하지만 가슴은 G컵.(新人!kawaii*専属デビュ→身長は145cm、でもオッパイはGカップ。) 2008년 10월 | kawaii*special 숏컷 미소녀 디럭스!(kawaii*special ショートカット美少女デラックス!) 2008년 12월                                                         |
| 호시조라 미치루(星空みちる)  | 3           | 2           |             | 신인! kawaii* 전속 데뷔→ 샛별 미치루 찾았다☆(新人!kawaii*専属デビュ→1番星みちる見つけた☆) 2008년 12월                            | kawaii* 여학원 파라다이스♥ 미소녀 14명 6시간 SP(kawaii*女学園パラダイス♥美少女14人6時間SP) 2009년 4월                                                  |
| 아이토 유키(愛斗ゆうき)      | 8           | 1           |             | 신인! kawaii* 전속 데뷔→ 현역 아이돌! AV 해금이야♪(新人!kawaii*専属デビュ→現役アイドル!AV解禁だょん♪) 2009년 1월                 | 저를 어른으로 만들어주세요.(私を大人にして下さい。) 2009년 9월                                                                                         |
| 우에노 아야(上野綾)          | 3           |             |             | 신인! kawaii* 전속 데뷔→ 츤데레 미유의 E 충격♥(新人!kawaii*専属デビュ→ツンデレ美乳のE衝撃♥) 2009년 2월                           | 쾌감♪ 피스톤톤!!!(快感♪ピストントーン!!!) 2009년 4월                                                                                                   |
| 사토 히토미(佐藤ひとみ)      | 1           |             |             | 신인! kawaii* 전속 데뷔→ 봄바람에 어울리는 멋진 웃는 얼굴♥(新人!kawaii*専属デビュ→春風の似合う素敵な笑顔♥) 2009년 3월            | 신인! kawaii* 전속 데뷔→ 봄바람에 어울리는 멋진 웃는 얼굴♥(新人!kawaii*専属デビュ→春風の似合う素敵な笑顔♥) 2009년 3월                                  |
| 모토이 아키나(元井あきな)    | 4           |             |             | 신인! kawaii* 전속 데뷔→ 니하오, 상하이 혼혈 미소녀!(新人!kawaii*専属デビュ→ニーハオ、上海ハーフ美少女!) 2009년 4월              | 안절부절하는 짝사랑(桃尻の片想い) 2009년 7월 |
| 이노우에 아스카(井上明日香)  | 4           | 1           |             | 신인! kawaii* 전속 데뷔→ 첫사랑 트로피컬♪(新人!kawaii*専属デビュ→初恋トロピカル♪) 2009년 5월                                     | 쾌감♪ 피스톤톤!!!(快感♪ピストントーン!!!) 2009년 9월                                                                                                   |
| 아오이 지나쓰(蒼井ちなつ)    | 4           |             |             | 신인! kawaii* 전속 데뷔→ 어른과 소녀의 사이♥(新人!kawaii*専属デビュ→オトナと少女の間♥) 2009년 6월                                | 변태 아저씨와 낼름낼름 입맞춤 섹chu♥(変態おじさんとベロベロ接吻セックchu♥) 2009년 9월                                                                  |
| 가토 나쓰미(加藤なつみ)      | 4           |             |             | 신인! kawaii* 전속 데뷔→ 우주 제일의 퓨어 미소녀 낫찬(新人!Kawaii*専属デビュ→宇宙一のピュア美少女なっちゃん) 2009년 7월          | 학교에서 섹chu♥(学校でセックchu♥) 2009년 11월 |
| 마시로 안(ましろ杏)          | 4           |             |             | 신인! kawaii* 전속 데뷔→ G컵 초잘록함 퀸 탄생♪(新人!kawaii*専属デビュ→Gカップ超くびれクイーン誕生♪) 2009년 9월                   | 난난♪ 난교(ランラン♪乱交) 2009년 12월 |
| 도모다 아야카(友田彩也香)    | 4           |             |             | 신인! kawaii* 전속 데뷔→ 처진 눈꼬리가 귀여운 가련 소녀♪(新人!kawaii*専属デビュ→垂れ目がキュートな可憐少女♪) 2009년 10월         | LOVE♥도퓽!! 메가 얼굴 사정 스페셜!(LOVE♥ドッピュン!!メガ顔射スペシャル!) 2010년 1월                                                                    |
| 스즈키 기아라(鈴木きあら)    | 3           |             |             | 신인! kawaii* 전속 데뷔→ 수줍은 웃는 얼굴의 규중 처녀☆(新人!kawaii*専属デビュ→ハニカミ笑顔の箱入り娘☆) 2009년 11월               | 학교에서 섹chu♥(学校でセックchu♥) 2010년 1월 |
| 기노우치 미호(木内美保)      | 4           |             |             | 신인! kawaii* 전속 데뷔→ 두뇌파 아이돌☆미포린!(新人!kawaii*専属デビュ→頭脳派アイドル☆ミポリン!) 2009년 12월                      | 24시간 고민 해결 TV(24時間お悩み解決TV) 2010년 3월 |
| 아오이 에리(葵えり)          | 2           |             |             | 신인! kawaii* 전속 데뷔→ 밀크 가득, 아오이 에리♥(新人!kawaii*専属デビュ→ミルクたっぷり、葵えり♥) 2010년 2월                      | 거유녀는 내 펫♪(巨乳娘はボクのペット♪) 2010년 3월 |
| 후지와라 히토미(藤原ひとみ)  | 4           | 1           |             | 신인! kawaii* 전속 데뷔→ 부끄러움 망상 소녀☆(新人!kawaii*専属デビュ→恥じらい妄想乙女☆) 2010년 3월                                | kawaii* 소프에 어서오세요! 귀여운 거품 공주 대집합이야♪(kawaii*ソープへいらっしゃいませ!きゃわたん泡姫大集合だょ♪) 2013년 6월                          |
| 아이리 미쿠(あいりみく)      | 7           | 1           |             | 신인! kawaii* 전속 데뷔→ 갓 따 fresh! 미쿠 로리 미소녀(新人!kawaii*専属デビュ→もぎたてfresh!ミクロリ美少女) 2010년 5월           | AKIBA 코스(AKIBAコス) 2011년 1월 |
| 후지이 아키호(藤井晶穂)      | 2           |             |             | 신인! kawaii* 데뷔→ 기력의 비타민.(新人!kawaii*デビュ→元気のビタミン。) 2010년 6월                                               | 찌릿찌릿!(ビリビリッ!) 2010년 7월 |
| 니시야마 노조미(西山希)      | 5           |             |             | 신인! kawaii* 전속 데뷔→ 18세의 알몸과 섹chu♥(新人!kawaii*専属デビュ→18歳の裸とセックchu♥) 2010년 9월                            | girlfriend 2011년 8월 |
| 가쓰키 유리(香月悠梨)        | 6           |             | 1           | 신인! kawaii* 전속 데뷔→ 유 리얼리 러블리 유리(新人!kawaii*専属デビュ→ユーリアリーラブリー悠梨) 2010년 10월                      | 역시 유리찬이지! 전작 컴플리트 8시간☆(やっぱ悠梨ちゃんでしょッ!全作コンプリート8時間☆) 2011년 8월                                                      |
| 유나 리리(柚奈りり)          | 4           |             |             | 신인! kawaii* 전속 데뷔→ 푹신푹신 축축한 미소녀 리리(新人!kawaii*専属デビュ→ふんわり潤い美少女りり) 2011년 1월                   | 여동생에게 모에 모에(妹に萌え萌え) 2011년 4월 |
| 오이치 미오(音市美音)        | 8           |             | 3           | 신인! kawaii* 전속 데뷔→ 홀딱 숏 리즘♪(新人!kawaii*専属デビュ→ぞっこんショートリズム♪) 2011년 9월                                | 미오찬 전작 컴플리트야☆ 오이치 미오 가~득 12시간 special(美音ちゃん全作コンプリートだょ☆音市美音た〜っぷり12時間special) 2016년 1월                    |
| 가와이 고코로(河合こころ)    | 5           | 1           |             | 신인! kawaii* 전속 데뷔→ 18세 착의 에로 아이돌 AV 해금이야♪(新人!kawaii*専属デビュ→18歳着エロアイドルAV解禁だょん♪) 2011년 10월  | 절규 절정 MAX!(絶叫イカセMAX!) 2012년 3월 |
| 나쓰메 유키 (배우)(夏目優希) | 3           | 1           |             | 신인! kawaii* 전속 데뷔→ 여름빛 유킷스(新人!kawaii*専属デビュ→夏色ユーキッス) 2011년 11월                                        | kawaii* 소프에 어서오세요♪ 엣치로 치유되기 W 미소녀 2륜차 스페셜!(kawaii*ソープへいらっしゃいませ♪ エッチで癒されるW美少女2輪車スペシャル!) 2012년 2월 |
| 엔도 나나미(遠藤ななみ)      | 6           |             | 3           | 신인! kawaii* 전속 데뷔→ 스타 후보☆신경 쓰이는 미소녀(新人!kawaii*専属デビュ→スタア候補☆気になる美少女) 2011년 12월              | 엔도 나나미 완전 컴플리트 전작품 코너 8시간 BEST(遠藤ななみ完全コンプリート全作品全コーナー8時間BEST) 2016년 5월                                       |

| 2012-2015년                   | 2012-2015년 | 2012-2015년 | 2012-2015년 | 2012-2015년 | 2012-2015년 |
| 걸즈명                        | 작품 수     | 작품 수     | 작품 수     | 데뷔작 | 최신작 |
| 걸즈명                        | 단독        | 공동 출연   | 개인 베스트 | 데뷔작 | 최신작 |
| ----------------------------- | ----------- | ----------- | ----------- | --- | --- |
| 스노하라 미키(春原未来)       | 7           | 1           | 1           | 신인! kawaii* 전속 데뷔→ spring has come♪(新人!kawaii*専属デビュ→spring has come♪) 2012년 1월                                                                                | kawaii*presents 꿈의 넣기 큥 연인 만들기 활동 뒷 투어 2015 스노하라&아야시로의 여택 구제 대작품!? 맞선 파티 후, 여배우진은…(kawaii*presents 夢のハメキュン恋活裏ツアー2015 春原&彩城のおこぼれ救済大作品!?お見合いパーティー後、女優陣は…) 2015년 10월 |
| 노무라 모에카(野村萌香)       | 3           |             |             | 신인! kawaii* 데뷔→ 느긋 귀엽 모에녀 앤젤☆(新人!kawaii*デビュ→ゆるカワ萌っ娘エンジェル☆) 2012년 2월                                                                          | 소꿉친구는 어리광쟁이 나와 모에카의 재회 섹chu(幼なじみは甘えんぼ ボクと萌香の再会セックchu) 2012년 4월 |
| 야마시타 유이(山下優衣)       | 4           |             |             | 신인! kawaii* 전속 데뷔→ 긴장 완화☆ 천연 퓨어 하트(新人!kawaii*専属デビュ→雪解け☆天然ぴゅあはーと) 2012년 3월                                                                | 틈 발견!!(スキありっ!!)) 2012년 6월 |
| 미나미 아이리(みなみ愛梨)     | 4           |             | 1           | 신인! kawaii* 전속 데뷔→ 미라클 미유 서프라이즈!(新人!kawaii*専属デビュ→ミラクル美乳サプライズ!) 2012년 5월                                                                  | 미나미 아이리 전작 컴플리트야☆ 미라클 미거유 8시간 special(みなみ愛梨全作コンプリートだょ☆ミラクル美巨乳8時間special) 2014년 2월 |
| 오토나시 사야카(音無さやか)   | 5           |             |             | 신인! kawaii* 전속 데뷔→ 18세! 미소녀 아이돌 AV 해금♪(新人!kawaii*専属デビュ→18歳!美少女アイドルAV解禁♪) 2012년 6월                                                          | 민낯의 '사야카' 18세 AV 아이돌 밀착 도큐먼트(素顔の「さぁや」18歳AVアイドル密着ドキュメント) 2012년 10월 |
| 오노우에 와카바(尾上若葉)     | 7           | 2           | 1           | 신인! kawaii* 전속 데뷔→ 그냥 둘 수 없는 웃는 얼굴의 미소녀(新人!kawaii*専属デビュ→ほっとけない笑顔の美少女) 2012년 7월                                                      | 은퇴 오노우에 와카바 THE LAST SMILE(引退 尾上若葉 THE LAST SMILE) 2014년 6월 |
| 미즈키 우루하(水樹うるは)     | 4           |             |             | 신인! kawaii* 전속 데뷔→ 현역 아이돌! AV 해금이야♪(新人!kawaii*専属デビュ→現役アイドル!AV解禁だょん♪) 2012년 7월                                                             | 더 2 엣칫치!!(もっと2エッチッチ!!) 2012년 10월 |
| 히토미 마도카                 | 7           | 1           | 1           | 신인! kawaii* 전속 데뷔→ 스타 후보☆ 끌리는 미소녀(新人!kawaii*専属デビュ→スタア候補☆惹かれる美少女) 2012년 8월                                                               | 히토미 마도카 전작 컴플리트야☆ 8시간 special(仁美まどか 全作コンプリートだょ☆8時間special) 2013년 7월 |
| 오사와 리나(大沢里菜)         | 6           |             | 1           | 신인! kawaii* 전속 데뷔→ 작은 에이스 '사와리~나'(新人!kawaii*専属デビュ→ちっちゃなエース‘さわり〜な’) 2012년 9월                                                             | 사와리~나 전작 컴플리트야★ 오사와 리나 8시간 special(さわり〜な全作コンプリートだょ★大沢里菜8時間special) 2013년 6월 |
| 아야시로 유리나(彩城ゆりな)   | 1           | 2           |             | 신인! kawaii* 전속 데뷔→ 백보지 착의 에로 아이돌 1편 한정의 AV 해금♪(新人!kawaii*専属デビュ→パイパン着エロアイドル1本限りのAV解禁♪) 2012년 9월                               | kawaii*presents 꿈의 넣기 큥 연인 만들기 활동 뒷 투어 2015 스노하라&아야시로의 여택 구제 대작품!? 맞선 파티 후, 여배우진은…(kawaii*presents 夢のハメキュン恋活裏ツアー2015 春原&彩城のおこぼれ救済大作品!?お見合いパーティー後、女優陣は…) 2015년 10월 |
| 호노카 미소라(ほのか美空)     | 3           |             |             | 신인! kawaii* 전속 데뷔→ 스타의 순번☆(新人!kawaii*専属デビュ→スタアの順番☆) 2012년 10월                                                                                      | 아침부터 밤까지 실금 엑스터시(朝から晩までおもらしエクスタシー) 2012년 12월 |
| 노미야 사토미(野宮さとみ)     | 4           |             |             | 신인! kawaii* 전속 데뷔→ 원석 미소녀☆ 기분 좋은 친근감(新人!kawaii*専属デビュ→原石美少女☆ココチイイ親近感) 2012년 11월                                                       | 검은 팬티 스타킹 여학생의 달콤~한 유혹(黒パンスト女子校生の甘～い誘惑) 2013년 3월 |
| 도미나가 이치고(富永苺)       | 4           | 1           | 1           | 신인! kawaii* 전속 데뷔→ 미니 귀엽 Fcup 아이돌 탄생♪(新人!kawaii*専属デビュ→ミニカワFcupアイドル誕生♪) 2012년 12월                                                           | 이치고탄 전작 컴플리트야☆ 도미나가 이치고 8시간 special(いちごたん全作コンプリートだょ☆富永苺8時間special) 2013년 8월 |
| 사키타 아리나(咲田ありな)     | 4           |             | 1           | 신인! kawaii* 전속 데뷔→ 네게, 곧장.(dhsmf, 新人!kawaii*専属デビュ→今日、君にまっしぐら。) 2013년 1월                                                                        | 사키아리 전작 컴플리트야☆ 사키타 아리나 8시간 special(さきあり全作コンプリートだょ☆咲田ありな8時間special) 2013년 9월 |
| 아오노 가나(蒼乃かな)         | 3           | 1           |             | 신인! kawaii* 전속 데뷔→ 내일도 너와 만날까☆(新人!kawaii*専属デビュ→明日も君に会おうかな☆) 2013년 2월                                                                        | kawaii* 소프에 어서오세요♪ 꿈의 2륜차 스페셜!(kawaii*ソープへいらっしゃいませ♪ 夢の2輪車すぺしゃる!) 2013년 5월 |
| 사카이 미유(酒井美結)         | 3           |             |             | 신인! kawaii* 전속 데뷔→ 사카이 미유, 키 148cm입니다!(新人!kawaii*専属デビュ→酒井美結、身長148cmです!) 2013년 4월                                                            | 미유찬이 갔다!(美結ちゃんがイッた!) 2013년 6월 |
| 고미야마 유키(小宮山ゆき)     | 3           |             |             | 신인! kawaii* 전속 데뷔→ 무뚝뚝 미유녀☆유키린(新人!kawaii*専属デビュ→むっつり美乳娘☆ゆきりん) 2013년 5월                                                                     | 남자친구의 친구에게 네토라레 당해 버린 나….(彼氏の友達に寝取られちゃった私…。) 2013년 7월 |
| 아키나 리세(明菜りせ)         | 1           |             |             | 신인! kawaii* 한정 데뷔! 스포츠 근성 미소녀가 1편 한정의 AV 해금♪(新人!kawaii*限定デビュー!スポ根美少女が1本限りのAV解禁♪) 2013년 5월                                        | 신인! kawaii* 한정 데뷔! 스포츠 근성 미소녀가 1편 한정의 AV 해금♪(新人!kawaii*限定デビュー!スポ根美少女が1本限りのAV解禁♪) 2013년 5월 |
| 곤노 히카루(紺野ひかる)       | 5           | 2           | 1           | 신인! kawaii* 전속 데뷔→ 스타 발굴★ 잠자는 숲속의 미소녀(新人!kawaii*専属デビュ→スタア発掘★眠れる森の美少女) 2013년 6월                                                      | kawaii*presents 꿈의 넣기 큥 연인 만들기 활동 뒷 투어 2015 스노하라&아야시로의 여택 구제 대작품!? 맞선 파티 후, 여배우진은…(kawaii*presents 夢のハメキュン恋活裏ツアー2015 春原&彩城のおこぼれ救済大作品!?お見合いパーティー後、女優陣は…) 2015년 10월 |
| 와카나 네네(若菜ねね)         | 4           |             |             | 신인! kawaii* 전속 데뷔→ 푹신푹신 G컵녀(新人!kawaii*専属デビュ→ふわふわGカップ娘) 2013년 6월                                                                                 | G컵의 흔들림이 멈추지 않는 기승위 엣칫치♪(Gカップの揺れが止まらない騎乗位エッチッチ♪) 2013년 9월 |
| 아이다 미나미(逢田みなみ)     | 6           |             | 3           | 신인! kawaii* 전속 데뷔→ 스타 탄생★ 모두의 아이돌(新人!kawaii*専属デビュ→スタア誕生★みんなのアイドル) 2013년 7월                                                             | 아이다 미나미 완전 컴플리트 전작품 전코너 8시간 BEST(逢田みなみ完全コンプリート全作品全コーナー8時間BEST) 2015년 7월 |
| 아즈치 유이(安土結)           | 5           | 1           | 1           | 신인! kawaii* 전속 데뷔→ 스타 탄생★ 추억의 미소녀(新人!kawaii*専属デビュ→スタア誕生★追憶の美少女) 2013년 7월                                                                 | 유이냥 전작 컴플리트야☆ 아즈치 유이 8시간 special(結にゃん全作コンプリートだょ☆安土結8時間special) 2014년 4월 |
| 사카우에 모카(さかうえもか)   | 6           |             | 2           | 신인! kawaii* 전속 데뷔→ 알몸 지하철 아이돌☆ 출발 진행!(新人!kawaii*専属デビュ→脱ぎ鉄アイドル☆しゅっぱつ進行っ!) 2013년 8월                                                  | 철도 촬영 마니아 아이돌 전작 컴플리트야☆ 사카우에 모카 전곡 PV 포함 8시간 special(撮り鉄アイドル全作コンプリートだょ☆さかうえもか全曲PV入り8時間special) 2014년 7월                                                                                    |
| 아이스 코코아(愛須心亜)       | 1           | 3           |             | 신인! kawaii* 전속 데뷔→ 저, AV 여배우를 노리고 상경했습니다.(新人!kawaii*専属デビュ→私、AV女優を目指して上京しました。) 2013년 8월                                          | 오빠, 주사해주세요♥ 순애☆ 아이돌 마시멜로 3D 대난교 스페셜!(お兄ちゃん、お注射してください♥ 純愛☆妹アイドル マシュマロ3D 大乱交スペシャル!) 2015년 2월                                                                                                 |
| 기미노 유나(君野由奈)         | 3           | 1           |             | 신인! kawaii* 전속 데뷔→ 피아노력 16년의 명문 아가씨 여자 대학생♪(新人!kawaii*専属デビュ→ピアノ歴16年の名門お嬢様女子大生♪) 2013년 9월                                       | 귀여운 여동생 2명과 꿈의 동거 생활(かわいい妹2人と夢の同棲性活) 2013년 12월 |
| 준나 쓰라라(純名つらら)       | 6           |             |             | 신인! kawaii* 전속 데뷔→ 부끄러워 웃는 웃음에 미유가 흔들리는 준나 쓰라라는 천연녀.(新人!kawaii*専属デビュ→照れ笑いで美乳が弾む純なつららは天然娘。) 2013년 9월              | 미약과 미소녀 절규 절정 미친 섹스(媚薬と美少女 絶叫イキ狂いセックス) 2014년 2월 |
| 마이카 나쓰(麻衣花なつ)       | 4           | 1           |             | 신인! kawaii* 전속 데뷔→ 미소녀 낫찬☆ 작은 가슴 백보지(新人!kawaii*専属デビュ→美少女なっちゃん☆ちっぱいぱん) 2013년 10월                                                     | 미유 트라이앵글 납작녀(微乳トライアングルぺったん娘) 2014년 2월 |
| 아사히 마나(朝日まな)         | 2           | 1           |             | 신인! kawaii* 전속 데뷔→ Juicy 미소녀 태양의 은혜(新人!kawaii*専属デビュ→Juicy美少女 太陽の恵み) 2013년 10월                                                                 | 귀여운 여동생 2명과 꿈의 동거 생활(かわいい妹2人と夢の同棲性活) 2013년 12월 |
| 마키하라 마나(槇原愛菜)       | 3           | 1           | 1           | kawaii*×E-BODY2 제작사 전속 동시 데뷔→ Cute야? Body야? 어느 쪽이 좋아?(kawaii*×E-BODY2メーカー専属同時デビュ→Cuteなの?Bodyなの?どっちが好きなの?) 2013년 11월                | 맛키 전작 컴플리트야☆ 마키하라 마나 8시간 special(まっきー全作コンプリートだょ☆槇原愛菜8時間special) 2014년 5월 |
| 후타마 고노미(二葉このみ)     | 5           | 1           | 1           | 신인! kawaii* 전속 데뷔→ 청순 청초한 변태녀☆ 고노미(新人!kawaii*専属デビュ→清純清楚なスケベっ娘☆このみ) 2013년 12월                                                          | 고노민 전작 컴플리트야☆ 후타바 고노미 8시간 special(このみん全作コンプリートだょ☆二葉このみ8時間special) 2014년 8월 |
| 오노 아이코(大野藍子)         | 1           |             |             | 신인! kawaii* 전속 데뷔→ 비길 데 없는 클리 좋아 미소녀☆(新人!kawaii*専属デビュ→無類のクリ好き美少女☆) 2014년 1월                                                             | 신인! kawaii* 전속 데뷔→ 비길 데 없는 클리 좋아 미소녀☆(新人!kawaii*専属デビュ→無類のクリ好き美少女☆) 2014년 1월 |
| 사쿠라 유라(さくらゆら)       | 36          | 2           | 3           | 신인! kawaii* 전속 데뷔→ 기적의 인재☆ 차세대 아이돌 탄생(新人!kawaii*専属デビュ→奇跡の逸材☆次世代アイドル誕生) 2014년 2월                                                    | 자위해서 애태워서 대량 사정으로 이끄는 씨앗 짜기 메이드(シコッて焦らして大量射精へ導く種搾りメイド) 2017년 5월 |
| 스즈하 미우(鈴羽みう)         | 4           | 1           |             | 기승위가 엄청난 E컵 미유찬 kawaii* 전속 AV 데뷔!!(騎乗位が凄いEカップ美乳ちゃんkawaii*専属AVデビュー!!) 2014년 3월                                                           | 치한에게 노려진 여학생(痴漢に狙われた女子校生) 2014년 7월 |
| 사쿠라가와 가나코(桜川かなこ) | 3           | 1           |             | 뽀뽀를 정말 좋아하는 로리 보이스 아이돌 kawaii* 전속 AV 데뷔!!(チュー大好きロリボイスアイドルkawaii*専属AVデビュー!!) 2014년 3월                                             | 트리플 거유 하렘 에스테티크(トリプル巨乳ハーレムエステ) 2014년 6월 |
| 미야자키 아야(宮崎あや)       | 6           | 1           | 1           | 18세의 여행길 오르기♪ 미야자키 아야 kawaii* 전속 AV 데뷔!!(18歳の旅立ち♪宮崎あやkawaii*専属AVデビュー!!) 2014년 4월                                                          | 아야야 전작 컴플리트야☆ 8시간 special(あやや全作コンプリートだょ☆8時間special) 2015년 1월 |
| 마쓰다 안나(松田杏奈)         | 3           |             |             | 첫 촬영 kawaii* 아마추어녀 Vol.1 골프장에서 아르바이트하고 있는 숨겨진 거유의 안나찬(初撮りkawaii*素人娘Vol.1 ゴルフ場でバイトしている隠れ巨乳の杏奈ちゃん) 2014년 4월       | kawaii* 소프에 어서오세요♪(kawaii*ソープへいらっしゃいませ♪) 2014년 6월 |
| 스즈카와 아야네(涼川絢音)     | 7           | 1(1)        | 1           | 스즈카와 아야네 kawaii* 전속 AV 데뷔!!(涼川絢音kawaii*専属AVデビュー!!) 2014년 5월                                                                                           | 아탄 전작 컴플리트야☆ 스즈카와 아야네 8시간 special(あーたん全作コンプリートだょ☆涼川絢音8時間special) 2015년 3월 |
| 기리타니 미나미(桐谷みなみ)   | 5           | (1)         |             | 기리타니 미나미 kawaii* 전속 AV 데뷔!!(桐谷みなみ kawaii*専属AVデビュー!!) 2014년 6월                                                                                        | 양다리 공식 인정!? 도치하메 온천 여행!(二股公認!?ドチハメ温泉旅行!) 2014년 11월 |
| 아이자와 쓰바사(逢沢つばさ)   | 6           | 1           | 1           | 아이자와 쓰바사 kawaii* 전속 AV 데뷔!!(逢沢つばさkawaii*専属AVデビュー!!) 2014년 7월                                                                                         | 쓰찬 전작 컴플리트야☆ 아이자와 쓰바사 8시간 special(つーちゃん全作コンプリートだょ☆逢沢つばさ8時間special) 2015년 4월 |
| 다카나시 메구미(高梨めぐみ)   | 2           | 1           |             | 첫 촬영 kawaii* 아마추어녀 Vol.3 19세의 처녀 상실(初撮りkawaii*素人娘Vol.3 19歳の処女喪失) 2014년 7월                                                                        | 처녀 상실로부터 3개월 뒤에 처음 가버렸다(処女喪失から3ヵ月で初めてイッちゃった) 2014년 9월 |
| 나고미(なごみ)                | 3           | 1           |             | 나고미 kawaii* 전속 AV 데뷔!!(なごみ kawaii*専属AVデビュー!!) 2014년 8월 | 돌격!? 옆의 가난뱅이 씨! 나고미와 아이가 가난뱅이 씨의 집에서 프라이스리스한 추억 만들기(突撃!?隣のビンボーさん!なごみと亜衣が貧乏さんのお家でプライスレスな思い出作り) 2014년 11                                                                      |
| 미쿠리 유네(実栗ゆね)         | 5           |             |             | 미쿠리 유네 kawaii* 전속 데뷔!! 귀국 자녀 18세 7개월로 전속 데뷔→(実栗ゆねkawaii*専属デビュー!!帰国子女18歳7か月で専属デビュ→) 2014년 9월                                    | 반 30명! 전원 세게 뽑아내기 교실(クラス30名!全員ブッコ抜き教室) 2015년 3월 |
| 나미키 안리(並木杏梨)         | 7           | 1           | 1           | 나미키 안리 kawaii* 전속AV 데뷔!!(並木杏梨kawaii*専属AVデビュー!!) 2014년 10월                                                                                               | 안리찬 전작 컴플리트+미공개 SEX 특전 포함 8시간 special(杏梨ちゃん全作コンプリート＋未公開SEX特典付8時間special) 2015년 7월 |
| 고하네(小羽)                  | 5           | 1           |             | 고하네 kawaii* 전속 AV 데뷔!!(小羽kawaii*専属AVデビュー!!) 2014년 11월 | 부모에게는 말할 수 없는 수학여행 '여행 안내서'에는 적혀있지 않았습니다.(親には言えない修学旅行 ‘旅のしおり’には書いてありませんでした。) 2015년 4월 |
| 미나미 아이세이(みなみ愛星)   | 5           | 1           |             | 미나미 아이세이 kawaii* 전속 AV 데뷔!!(みなみ愛星kawaii*専属AVデビュー!!) 2014년 12월                                                                                        | 모르는 아저씨에게 돌려져서(知らないおじちゃんに回されて) 2015년 5월 |
| 사노 마유(佐野まゆ)           | 1           |             |             | 사노 마유 1편 한정 AV 데뷔!!(佐野まゆ1本限定AVデビュー!!) 2014년 12월 | 사노 마유 1편 한정 AV 데뷔!!(佐野まゆ1本限定AVデビュー!!) 2014년 12월 |
| 아야세 고토리(綾瀬ことり)     | 4           | 1           |             | 신인! kawaii* 전속 데뷔→ 새침한 아가씨♥ 고토리의 포로(新人!kawaii*専属デビュ→おすましお嬢様♥ ことりのとりこ) 2015년 1월                                                      | 반 30명! 전원 세게 뽑아내기 교실(クラス30名!全員ブッコ抜き教室) 2015년 5월 |
| 기세키 라라(稀夕らら)         | 4           | 2           | 1           | 신인! kawaii* 전속 데뷔→ 어른스러운 미소녀☆ 발육 도중의 변덕스러운 F컵 18세(新人!kawaii*専属デビュ→大人め美少女☆発育途中の気まぐれFカップ18歳) 2015년 2월                    | 라라의 궤적☆ 기세키 라라 전작 컴플리트야 8시간 special(ららの軌跡☆稀夕らら全作コンプリートだょ8時間special) 2015년 9월 |
| 미호시 루카(美星るか)         | 3           |             |             | 신인! kawaii* 전속 처녀 데뷔→ 무뚝뚝 미소녀 오나니스트☆ 이차원으로부터의 삼차원(新人!kawaii*専属処女デビュ→むっつり美少女オナニスト☆二次元からの三次元) 2015년 3월           | 자●로 가는 미소녀(おち●ち●でイク美少女) 2015년 5월 |
| 기쿠치 히나노(菊池ひなの)     | 3           | 1           |             | 신인! kawaii* 전속 처녀 데뷔→ 팔팔한 미유☆히나놋치(新人!kawaii*専属処女デビュ→ぴっちぴち美乳☆ひなのっち) 2015년 4월                                                          | 레즈 해금☆ 미소녀 둘이서 엣칫치!(レズ解禁☆美少女ふたりでエッチッチ!) 2015년 7월 |
| 이케하타 마미(池端真実)       | 5           | 1           |             | 신인! kawaii* 전속 데뷔→ 18세의 여행길 오르기☆ 사투리 미유의 따끈따끈 홋카이도인 마미탄(新人!kawaii*専属デビュ→18歳の旅立ち☆なまら美乳のほっくほく道産子まみたん) 2015년 5월 | 처녀와 동성으로 이어진 정말 좋아하는 여자친구가 친척의 아저씨들에게 눈앞에서 네토라레로 계속해서 가버려서 내 정신이 붕괴한 건.(処女と童貞で結ばれた大好きな彼女が親戚のおじさん達に目の前で寝取られイカされ続けて僕の精神が崩壊した件。) 2015년 10월   |
| 히로세 우미(広瀬うみ)         | 5           | 1           | 1           | 신인! kawaii* 전속 데뷔→ 원석 미소녀☆ 넓고 큰 바다가 좋아(新人!kawaii*専属デビュ→原石美少女☆広くて大きな海が好き) 2015년 6월                                                 | 우민 전작 컴플리트야☆ 히로세 우미 8시간 special(うーみん全作コンプリートだょ☆広瀬うみ8時間special) 2016년 2월 |
| 아유카와 유즈키(鮎川柚姫)     | 3           |             |             | 신인! kawaii* 전속 데뷔→ 발굴 미소녀☆ 착의 에로 아이돌 유즈키(新人!kawaii*専属デビュー→発掘美少女☆着エロアイドル柚姫) 2015년 11월                                            | 두근두근 아유카와 유즈키의 첫 절정 SEX 첫 체험 6코너 3시간 스페셜(どっきどき鮎川柚姫の初イキSEX 初体験6コーナー3時間スペシャル) 2016년 9월 |

| 2016년-                     | 2016년-    | 2016년-   | 2016년-     | 2016년- | 2016년- | |
| 걸즈명                      | 작품 수    | 작품 수   | 작품 수     | 데뷔작 | 최신작 | |
| 걸즈명                      | 단독       | 공동 출연 | 개인 베스트 | 데뷔작 | 최신작 | |
| --------------------------- | ---------- | --------- | ----------- | --- | --- | --- |
| 오나 모에(緒奈もえ)         | 14         |           | 1           | 미소녀 발굴!! 현역 여자 대학생 kawaii* 전속 AV 데뷔!!(美少女発掘!! 現役女子大生kawaii*専属AVデビュー!!) 2016년 1월 | 오나 모에 첫 베스트 kawaii* 전작품 컴플리트 8시간(緒奈もえ初ベスト kawaii*全作品コンプリート8時間) 2017년 5월 | |
| 유이카 마나(ゆいかまな)     | 4          |           |             | 신인! 유이카 마나 kawaii* 전속 AV 데뷔!!(新人!ゆいかまなkawaii*専属AVデビュー!!) 2016년 3월 | 쭉 정말 좋아했던 소꿉친구를 고장의 양아치 선배의 거근으로 네토라레 당한 이야기(ずっと大好きだった幼なじみを地元のDQN先輩の巨根で寝取られた話) 2016년 6월 | |
| 기류 아미(桐羽亜実)         | 1          |           |             | 미소녀 발굴!! 현역 미대생 kawaii* 전속 AV 데뷔!!(美少女発掘!! 現役美大生kawaii*専属AVデビュー!!) 2016년 5월 | 미소녀 발굴!! 현역 미대생 kawaii* 전속 AV 데뷔!!(美少女発掘!! 現役美大生kawaii*専属AVデビュー!!) 2016년 5월 | |
| 고이케 리나(小池里菜)       | 3          |           |             | kawaii* 전속 데뷔 틀림 없는 숫처녀 AV 사상 가장 긴장하면서 카메라의 앞에서 피로한 첫 SEX(kawaii*専属デビュー正真正銘うぶ娘 AV史上もっとも緊張しながらカメラの前で披露した初SEX) 2016년 6월                                                                      | 교복 미소녀와 아저씨 10명 얼굴 사정 콸콸 대난교(制服美少女とおじちゃん10人 顔射ドクドク大乱交) 2016년 8월 | |
| 아사이 우미(麻井海未)       | 1          |           |             | 신인! kawaii* 전속 현역 여자 대학생 아이돌 매니저 아사이 우미 결의의 AV 데뷔!!(新人!kawaii*専属 現役女子大生アイドルマネージャー麻井海未 決意のAVデビュー!!) 2016년 7월                                                                                         | 신인! kawaii* 전속 현역 여자 대학생 아이돌 매니저 아사이 우미 결의의 AV 데뷔!!(新人!kawaii*専属 現役女子大生アイドルマネージャー麻井海未 決意のAVデビュー!!) 2016년 7월                                                                                         | |
| 시노자키 미오(篠崎みお)     | 1          |           |             | 신인! kawaii* 전속 막 졸업한 신 18세 아이돌을 동경하는 퓨어 1000% kawaii* 즉석 촬영 AV 데뷔(新人!kawaii*専属 卒業したての新18歳 アイドルに憧れるピュア1000％ kawaii*即撮りAVデビュー) 2016년 8월                                                                | 신인! kawaii* 전속 막 졸업한 신 18세 아이돌을 동경하는 퓨어 1000% kawaii* 즉석 촬영 AV 데뷔(新人!kawaii*専属 卒業したての新18歳 アイドルに憧れるピュア1000％ kawaii*即撮りAVデビュー) 2016년 8월                                                                | |
| 세타 지사토(瀬田ちさと)     | 1          |           |             | 신인! kawaii* 전속 경험 인원수 단 한 명의 초아가씨 현역 음대생 1편 한정 AV 데뷔(新人!kawaii*専属 経験人数たった一人の超お嬢様現役音大生1本限定AVデビュー) 2016년 9월                                                                                            | 신인! kawaii* 전속 경험 인원수 단 한 명의 초아가씨 현역 음대생 1편 한정 AV 데뷔(新人!kawaii*専属 経験人数たった一人の超お嬢様現役音大生1本限定AVデビュー) 2016년 9월                                                                                            | |
| 고코나 유라(心花ゆら)       | 3          |           |             | 신인! Kawaii* 전속 늠름한 청순 미소녀 검사 고코나 유라 자, 도복을 벗고 AV 데뷔(新人!Kawaii*専属 凛とした清純美少女剣士 心花ゆら いざ、胴着を脱いでAVデビュー) 2016년 10월                                                                                       | 몰래카메라 (방송 제작 기법) 체내 사정 3 본격 방송 처음으로 안에 싸버렸다!(ドッキリ中出し3本番 初めて中に出しちゃった!) 2016년 12월 | |
| 오사키 히메리(桜咲姫莉)     | 1          |           |             | 전대 미문의 대량 시오후키 실은 초변태 아가씨 여자 대학생 스플래시 AV 데뷔(前代未聞の大量潮吹き実は超ど変態お嬢様女子大生スプラッシュAVデビュー) 2016년 10월 | 전대 미문의 대량 시오후키 실은 초변태 아가씨 여자 대학생 스플래시 AV 데뷔(前代未聞の大量潮吹き実は超ど変態お嬢様女子大生スプラッシュAVデビュー) 2016년 10월 | |
| 다카기 아미나(高城アミナ)   | 1          |           |             | 신인 Kawaii* 전속 현역 동●대학 건축디자인학과 재학 중인 수재 혼혈 모델 여자 대학생 꿈을 좇는 청순 재녀가 설마의 AV 출연 OK!!(新人 Kawaii*専属 現役東●大学建築デザイン学科在学の秀才ハーフモデル女子大生 夢を追いかける清純才女がまさかのAV出演OK!!) 2016년 10월 | 신인 Kawaii* 전속 현역 동●대학 건축디자인학과 재학 중인 수재 혼혈 모델 여자 대학생 꿈을 좇는 청순 재녀가 설마의 AV 출연 OK!!(新人 Kawaii*専属 現役東●大学建築デザイン学科在学の秀才ハーフモデル女子大生 夢を追いかける清純才女がまさかのAV出演OK!!) 2016년 10월 | |
| 오구라 미온(小倉みおん)     | 1          |           |             | 신인! Kawaii* 전속 신세대의 착의 에로 아이돌 오구라 미온 AV 데뷔(新人!Kawaii*専属 新世代の着エロアイドル小倉みおんAVデビュー) 2016년 10월 | 신인! Kawaii* 전속 신세대의 착의 에로 아이돌 오구라 미온 AV 데뷔(新人!Kawaii*専属 新世代の着エロアイドル小倉みおんAVデビュー) 2016년 10월 | |
| 시마자키 아야(島崎綾)       | 3          |           |             | 작년 여름, 고시엔에서 화제로 된 미소녀 치어 걸 시마자키 아야 AV 데뷔(去年の夏、甲子園で話題になった美少女チアガール島崎綾AVデビュー) 2016년 11월 | 첫 방뇨와 실금. 부끄러움과 쾌감이 멈추지 않는 오줌 적시기 절정 실금 FUCK(はじめての放尿と失禁。 恥ずかしさと快感が止まらない尿浸し絶頂お漏らしFUCK) 2017년 1월                                                                                                  | |
| 스미카와 아유(澄川鮎)       | 3          |           |             | 신인! kawaii* 전속 초민감 젖꼭지의 AA컵 초슬림 납작 미소녀 스미카와 아유 AV 데뷔(新人!kawaii*専属 超敏感チクビのAAカップ激スリムぺったんこ美少女 澄川鮎 AVデビュー) 2016년 12월                                                                                 | AA컵 미소녀의 미끈미끈 납작 백보지 체내 사정 봉사 풍속(AAカップ美少女のヌルヌルぺったんこパイパン中出しご奉仕風俗) 2017년 2월 | |
| 오하라 스즈(大原すず)       | 2          |           |             | 신인! kawaii* 전속 발굴 미소녀☆ 처녀막 관통 후에 31회나 본격 절정하는 시골녀 AV 데뷔(新人!kawaii*専属 発掘美少女☆処女膜貫通後に31回も本気イキする田舎娘AVデビュー) 2016년 12월                                                                                  | 중년 남자에게 개발되어 미친 듯이 마구 넣어지는 변태 짐승 SEX(中年男に開発されて狂ったようにハメまくる変態ケダモノSEX) 2017년 1월 | |
| 사토 지아키(佐藤千明)       | 2          |           |             | 신인! kawaii* 전속 데뷔→ 막 졸업한 신 18세 소중히 키워진 퓨어 1000% 규중 처녀 즉석 촬영 AV 데뷔(新人!kawaii*専属デビュ→卒業したての新18歳 大切に育てられてきたピュア1000％箱入り娘 即撮りAVデビュー) 2017년 4월                                                 | 신 18세 처음 체험하는 절정 대난교(新18歳 はじめて体験する絶頂大乱交) 2017년 5월 | |
| 루리카(ルリカ)              | 1          |           |             | 신인! kawaii* 전속 데뷔→ 펠라티오의 여신님 빨기 전용 긴 혀 테크닉을 가진 현역 여자 대학생 루리카 AV 데뷔(新人!kawaii*専属デビュ→フェラの女神様 おしゃぶり専用長舌テクを持つ現役女子大生ルリカ AVデビュー) 2017년 4월                                            | 신인! kawaii* 전속 데뷔→ 펠라티오의 여신님 빨기 전용 긴 혀 테크닉을 가진 현역 여자 대학생 루리카 AV 데뷔(新人!kawaii*専属デビュ→フェラの女神様 おしゃぶり専用長舌テクを持つ現役女子大生ルリカ AVデビュー) 2017년 4월                                            | |
| 사쿠라이 마호(桜井まほ)     | 5          | 1         |             | 신인! kawaii* 전속 발굴 미소녀☆ 자신을 바꾸고 싶은 낯가림쟁이인 여자 대학생 사쿠라이 마호 19세 AV 데뷔 '저에게 SEX를 가르쳐주세요.'(新人!kawaii*専属 発掘美少女☆自分を変えたい人見知りの女子大生 桜井まほ19才AVデビュー「私にSEXを教えて下さい。」) 2016년 11월 | 중년 아저씨와 전신 부들부들 경련 마구 가버리기 붓카케 체내 사정 짐승 FUCK(中年オヤジと全身ガクブル痙攣イキまくりぶっかけ中出しケダモノFUCK) 2017년 4월 | |
| 무라카미 리오나(村上りおな) | 4          | 1         |             | 도호쿠에서 찾은 성욕이 너무 강하다는 고민을 가진 슈퍼 귀여운 아마추어녀 억누를 수 없는 욕망을 채우기 위해 AV 데뷔(東北で見つけた性欲が強過ぎる悩みをもったスーパーめんこい素人娘 抑えきれない欲望を満たす為にAVデビュー) 2016년 11월                            | 해금! 진정 체내 사정 첫 노콘 질속 SEX(解禁!真正中出し はじめての生膣中SEX) 2017년 3월 | |
| 시노자키 모모(篠崎もも)     | 3          |           |             | 신인! kawaii* 전속 데뷔→ 발굴 미소녀☆ 전 Jr. 아이돌 시노자키 모모 18세 AV 데뷔(新人!kawaii*専属デビュ→ 発掘美少女☆元Jr.アイドル篠崎もも18才AVデビュー) 2016년 12월                                                                                              | 첫 방뇨와 실금. 부끄러움과 쾌감이 멈추지 않는 오줌 적시기 절정 실금 FUCK(はじめての放尿と失禁。恥ずかしさと快感が止まらない尿浸し絶頂お漏らしFUCK) 2017년 2월                                                                                                   | |
| 이치노세 모모(一ノ瀬もも)   | 2          |           |             | 신인! kawaii* 전속 데뷔→ 아키○바라에서 인기 비등 중! 천사의 애니메이션 목소리 현역 지하 아이돌 AV 데뷔(新人!kawaii*専属デビュ→ 秋○原で人気沸騰中!天使のアニメ声 現役地下アイドルAVデビュー) 2017년 2월                                                          | 너무 기분 좋아서 참을 수 없는 첫 절정 가버리기 시오후키 스플래시(気持ち良すぎて我慢できない初めての絶頂イキ潮スプラッシュ) 2017년 3월 | |
| 고지마 아미(小嶋亜美)       | 1          |           |             | 신인! kawaii* 전속 전 아역 탤런트 고지마 아미 설마의 AV 데뷔 크게 자란 초민감 F-cup 선생님, 저 이렇게나 엣치하게 되었습니다(新人!kawaii*専属 元子役タレント小嶋亜美まさかのAVデビュー 大きく育った超敏感F-cup 先生、私こんなにエッチになりました――) 2017년 2월  | 신인! kawaii* 전속 전 아역 탤런트 고지마 아미 설마의 AV 데뷔 크게 자란 초민감 F-cup 선생님, 저 이렇게나 엣치하게 되었습니다(新人!kawaii*専属 元子役タレント小嶋亜美まさかのAVデビュー 大きく育った超敏感F-cup 先生、私こんなにエッチになりました――) 2017년 2월  | |
| 요쓰바 우라라(四ツ葉うらら) | 4          |           |             | 신인 kawaii* 전속 발굴 미소녀 수줍은 웃는 얼굴이 순진하고 귀여운 아이돌 연구생 요쓰바 우라라 AV 데뷔(新人kawaii*専属 発掘美少女 ハニカミ笑顔があどけないアイドル研究生 四ツ葉うららAVデビュー) 2017년 3월                                                       | 젖어 비치는 핑크 젖꼭지 가슴으로 무의식으로 남자를 유혹하는 흠뻑 젖은 JK(濡れ透けたピンク乳首おっぱいで無意識に男を誘惑するズブ濡れJK) 2017년 6월 | |
| 히로세 미오(広瀬みお)       | 3          |           |             | 메이저 데뷔를 꿈꾸는 경험 인원수 단 1명의 퓨어 귀여운 미소녀 싱어송라이터 AV 데뷔(メジャーデビューを夢見る経験人数たった1人のピュアカワ美少女シンガーソングライターAVデビュー) 2017년 3월                                                                       | 아저씨와 소녀의 옷 갈아입기 코스프레 음습 3 본격 방송(おじさんと少女の着せ替えコスプレ陰湿3本番) 2017년 5월 | |
| 다카나시 루(たかなしるう)   | 2          |           |             | 신인! kawaii* 전속 데뷔→ 8.5등신 미스 캠퍼스 다카나시 루 슬렌더 민감 힙 라인 격돌 AV 데뷔!(新人!kawaii*専属デビュ→8.5頭身ミスキャンパスたかなしるう スレンダー敏感ヒップライン激突きAVデビュー!) 2017년 4월                                                     | 슬렌더 바디의 미스 캠퍼스 다카나시 루 첫 대경련 움찔움찔 마구 가버리기 4 본격 방송(スレンダーボディのミスキャンパスたかなしるう はじめての大痙攣ぴっくぴくイキまくり4本番) 2017년 5월                                                                           | |
| 가나에 레논(香苗レノン)     | 3          |           |             | 신인! kawaii* 전속 데뷔→ 발굴 미소녀☆ 압·도·적·투·명·감 19세 현역 여자 대학생 AV 데뷔(新人!kawaii*専属デビュ→発掘美少女☆圧・倒・的・透・明・感19歳現役女子大生AVデビュー) 2017년 4월                                                                            | 현역 여자 대학생 절정 들썩이기 극미 슬렌더 BODY 몸을 크게 뒤로 젖혀 시오후키 FUCK(現役女子大生イキ跳ね極美スレンダーBODYエビ反り潮吹きFUCK) 2017년 6월 | |
| 잇시키 사유리(一色さゆり)   | 2          |           |             | 신인! kawaii* 전속 데뷔→ 동안 언밸런스 G컵! 18세 현역 그라비아 아이돌 잇시키 사유리 AV 데뷔(新人!kawaii*専属デビュ→ 童顔アンバランスGカップ!18歳現役グラドル 一色さゆりAVデビュー) 2017년 5월                                                                   | 현역 그라비아 아이돌 메이드 18세×G컵 최고의 가슴 봉사 풀코스(現役グラドルメイド18歳×Gカップ 最高のおっぱいご奉仕フルコース) 2017년 6월 | |
| 하나모리 미라이(花守みらい) | 1          |           |             | 발굴 미소녀☆ 하나모리 미라이 19세 무뚝뚝 F컵의 인기 그라비아 아이돌 AV 데뷔(発掘美少女☆花守みらい 19歳むっちりFカップの人気グラビアアイドルAVデビュー) 2017년 6월                                                                                               | 발굴 미소녀☆ 하나모리 미라이 19세 무뚝뚝 F컵의 인기 그라비아 아이돌 AV 데뷔(発掘美少女☆花守みらい 19歳むっちりFカップの人気グラビアアイドルAVデビュー) 2017년 6월                                                                                               | |
| 아리스 루루(有栖るる)       | 4          |           |             | 대형 신인! kawaii* 전속 데뷔 kawaii* 사상 최고의 미소녀 아이돌성 NO.1 아리스 루루(大型新人! kawaii*専属デビュー kawaii*史上最高の美少女 アイドル性NO.1 有栖るる) 8월 25일                                                                                       | 아리스 루루 오줌 해금 부끄러움과 쾌감이 밀어닥치는 흠뻑 첫 실금 절정 FUCK(有栖るる おしっこ解禁 恥じらいと快感が押し寄せるびちゃびちゃ初おもらし絶頂FUCK) 11월 25일                                                                                             | |
| 기요미야 스즈(清宮すず)     | 5(VR 포함) |           |             | '저에게 섹스 가르쳐주세요' 만점 웃는 얼굴에 마음을 뺏긴 막 졸업한 18세 기요미야 스즈 AV 데뷔(「私にセックス教えてください」 満点笑顔に心を奪われる卒業したばかりの18歳 清宮すず AVデビュー) 2020년 5월                                                          | '어차피 걸레잖아?' 인기인으로 착각하고 있는 포동포동 과격 18금 코스플레이어를 바람 대로 지금부터 범해줄게.(「どうせヤリマンなんだろ?」 人気者と勘違いしてるムチムチ過激18禁コスプレイヤーをお望み通り今から犯してあげるね。) 2020년 9월                         | |
| 모나미 스즈(もなみ鈴)       | 2          |           |             | 첫 숏컷 kawaii* 전속 ~금욕 후의 애태우기 즉석 넣기 연속 몸 젖히기 아크메~(初めてのショートカット kawaii*専属 ～禁欲後の焦らし即ハメ連続仰け反りアクメ～) 2020년 8월                                                                                             | | |
| 아카네 스즈(愛宝すず)       | 3          |           |             | | | 2023년 10월 3일부터 S1 NO.1 STYLE에서 전속 이적. 2023년 12월에 전속을 나와, 기획 단독 여배우로의 전향을 발표。 |

### 내용주
1. ↑  발매 중지작도 포함하면 스즈카와 아야네(涼川絢音)도 10작 달성, 이적도 포함하면 스즈키 고하루(鈴木心春)가 18작을 릴리스하고 있다.
2. 1 2 3 4 5 6  DVD&BD 동시 릴리스.
3. ↑  2013년 1월-2월은 미니멈(ミニマム)과의 교대 릴리스.
4. ↑  2013년 11월-2014년 1월은 아이디어 포켓(アイデアポケット)과의 교대 릴리스.
5. ↑  2013년 11월-2014년 1월의 사이에 E-BODY가 선행 릴리스.
6. ↑  첫 데뷔에서 2작 연속 DVD&BD 동시 릴리스.
7. 1 2 3  「양다리 공식 인정!? 도치하메 온천 여행!(二股公認!?ドチハメ温泉旅行!)」은 일부 판매점에서는 취급되고 있지만 공식 사이트에서는 삭제되었다.

### 참조주
1. ↑  “매혹의 섹스·퍼포머 특집(魅惑のセックス・パフォーマー特集)”. 《비디오 메이트 DX(ビデオメイトDX)》 (코어 매거진(コアマガジン)) 16 (10): 87. 2005년 10월.
2. ↑  “AV 그랑프리 2008 결과 발표(AVグランプリ2008 結果発表)”. DMM. 2012년 10월 15일에 원본 문서에서 보존된 문서. 2013년 7월 8일에 확인함.
3. ↑  슈에이샤 『주간 플레이보이』 2022년 9월 12일호 No.37 142-145페이지 「막 시작한, 수는 적어도 대히트작이 즐비! 레이와의 철판 AV 시리즈 BEST 9(始まったばかり、数は少ないけれど大ヒット作がズラリ!令和のテッパンAVシリーズBEST9)」
4. ↑  슈에이샤 『주간 플레이보이』 2023년 6월 12일호 No.24 136-139페이지 「최신 철판 AV 시리즈(最新テッパンAVシリーズ)」
5. 1 2 3  슈에이샤 『주간 플레이보이』 2023년 8월 28일호 No.34/35 142‐145페이지 「오본 휴가는, 이것으로 대만족! 인기 제작사의 확실한 보증!! 지금 팔리고 있는 AV는 이거다!!(お盆休みは、これで大満足!人気メーカーの太鼓判!!今売れているAVはこれだ!!)」
6. ↑  야스다 리오(安田理央), 기미 리토(稀見理都), 편집. (2023년 12월 26일). 《어덜트 미디어 연감 2024 AI와 규제에 흔들리는 성의 대변동 레포트(アダルトメディア年鑑2024　AIと規制に揺れる性の大変動レポート)》. 이스트 프레스(イースト・プレス). 124쪽. ISBN 978-4781622644.
7. ↑  “모두에게 이번에 전속에서 기카탄(キカタン, 제작사와 전속 계약하고 있지 않은 배우)으로 되었습니다 보고 늦어서 죄송합니다(みんなへ この度専属からキカタンになりました 報告遅れてごめんなさい)(@_akanesuzu_)”. Twitter. 2023년 12월 8일에 확인함.